# Tranhults naturreservat

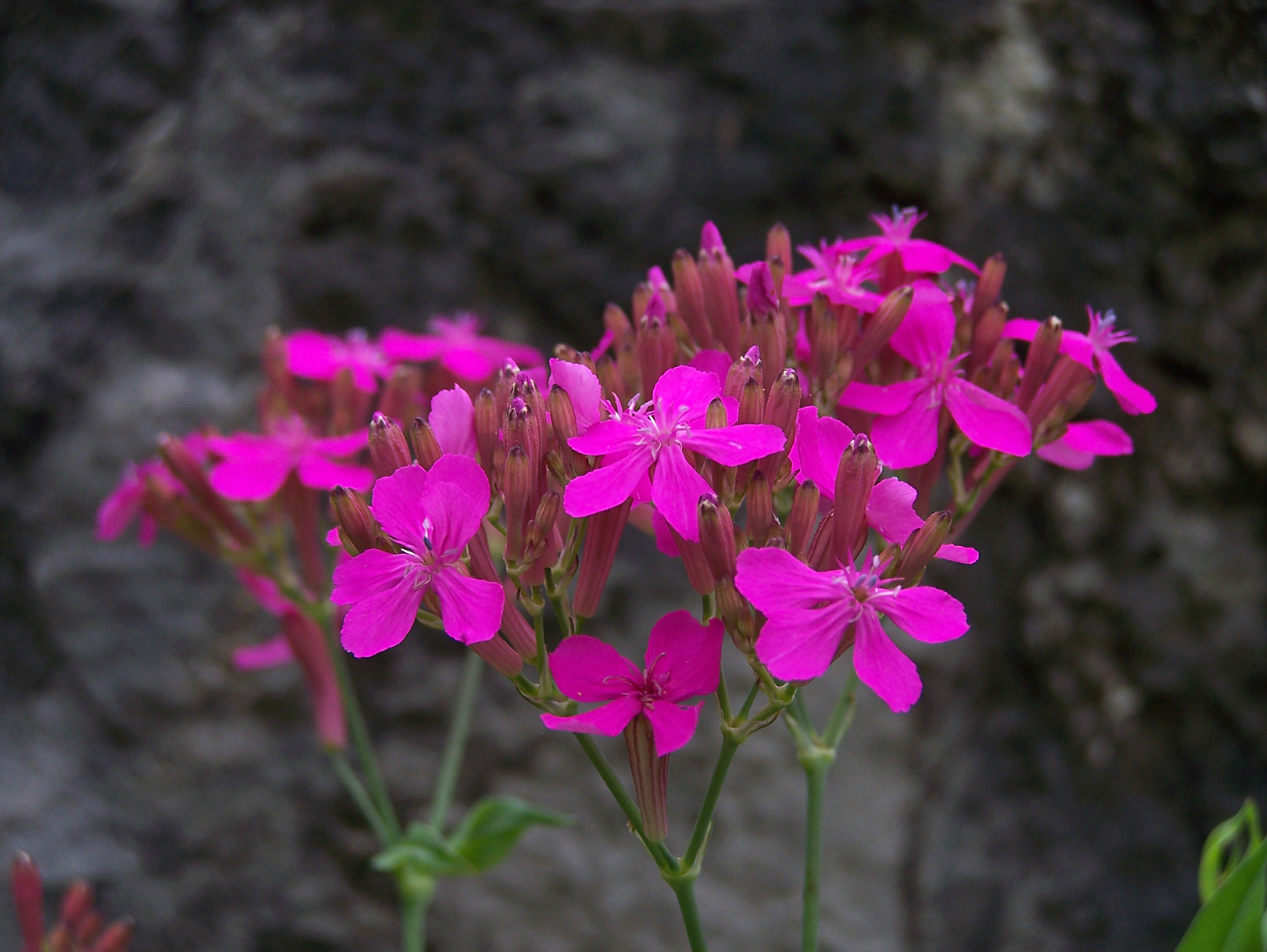
Rosenglim

Tranhult är ett naturreservat i Borås kommun i Västra Götalands län.
Reservatet ligger mellan Viskafors och Seglora längs stranden av ån Viskan. Det 3 hektar stort och skyddat sedan 1984. 
Området består av en lövskogsbevuxen bergbrant. Där växer lind, ek, ask, hassel och alm. Floran av örter är rik och man kan finna vippärt, skogsbingel, underviol, strutbräken, springkorn, trollsmultron, rödkörvel och rosenglim. Inom området finns en stig anlagd. 
I reservatets närhet ligger Viskadalens folkhögskola. 
Området ingår i EU:s ekologiska nätverk av skyddade områden, Natura 2000. Det förvaltas av Västkuststiftelsen.

## Galleri

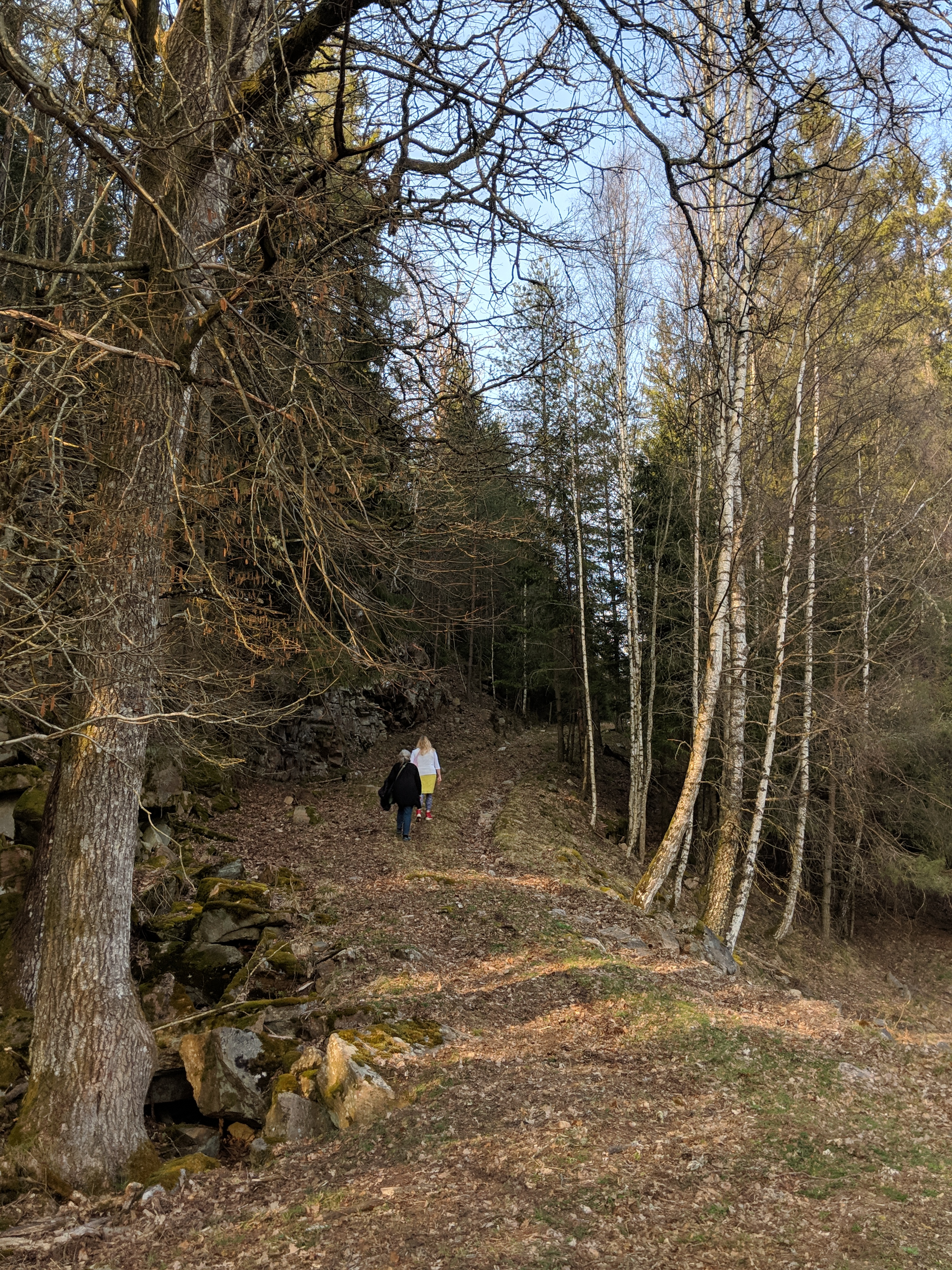
Tranhults naturreservat, 2019.
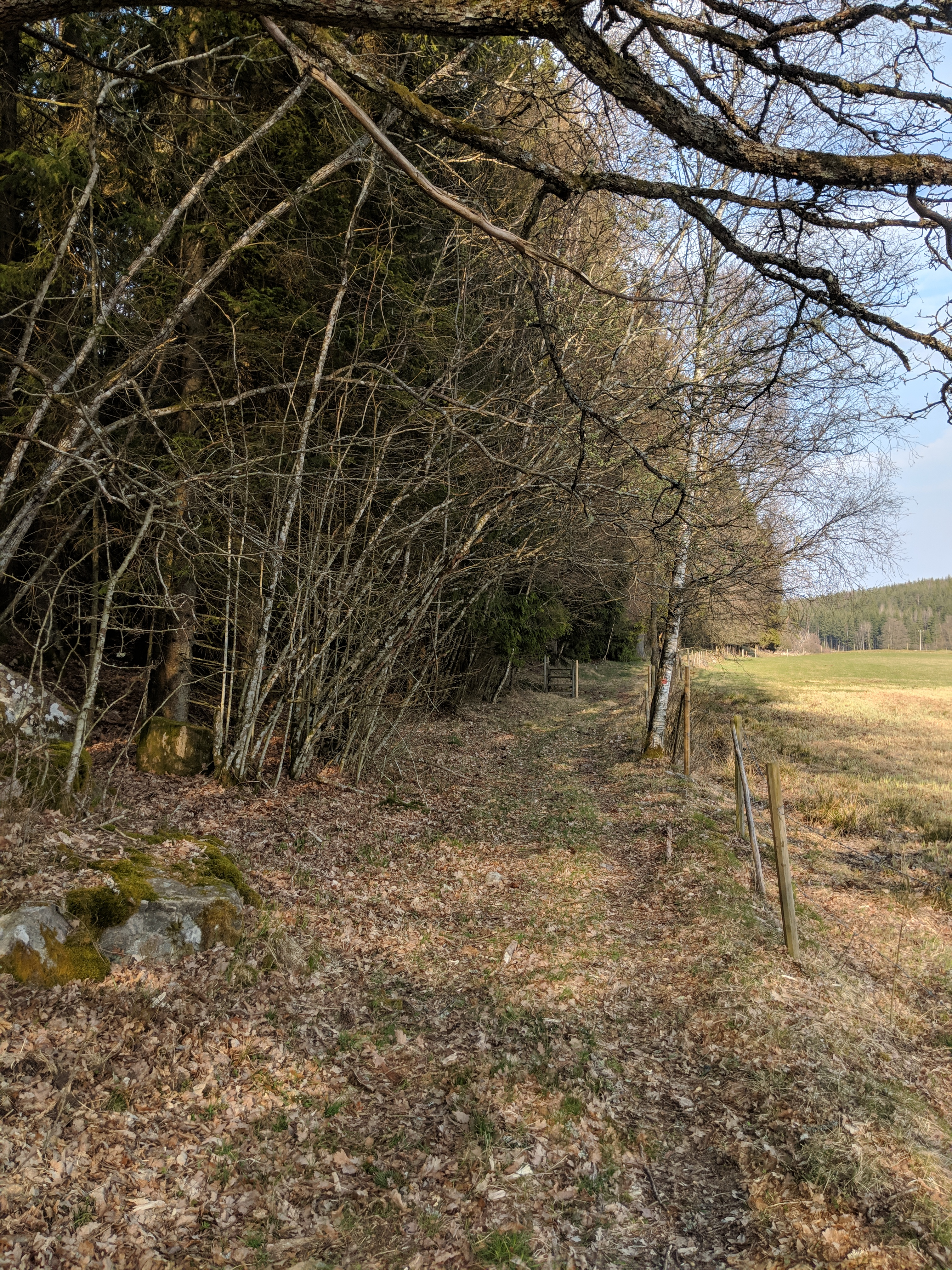
Tranhults naturreservat, 2019
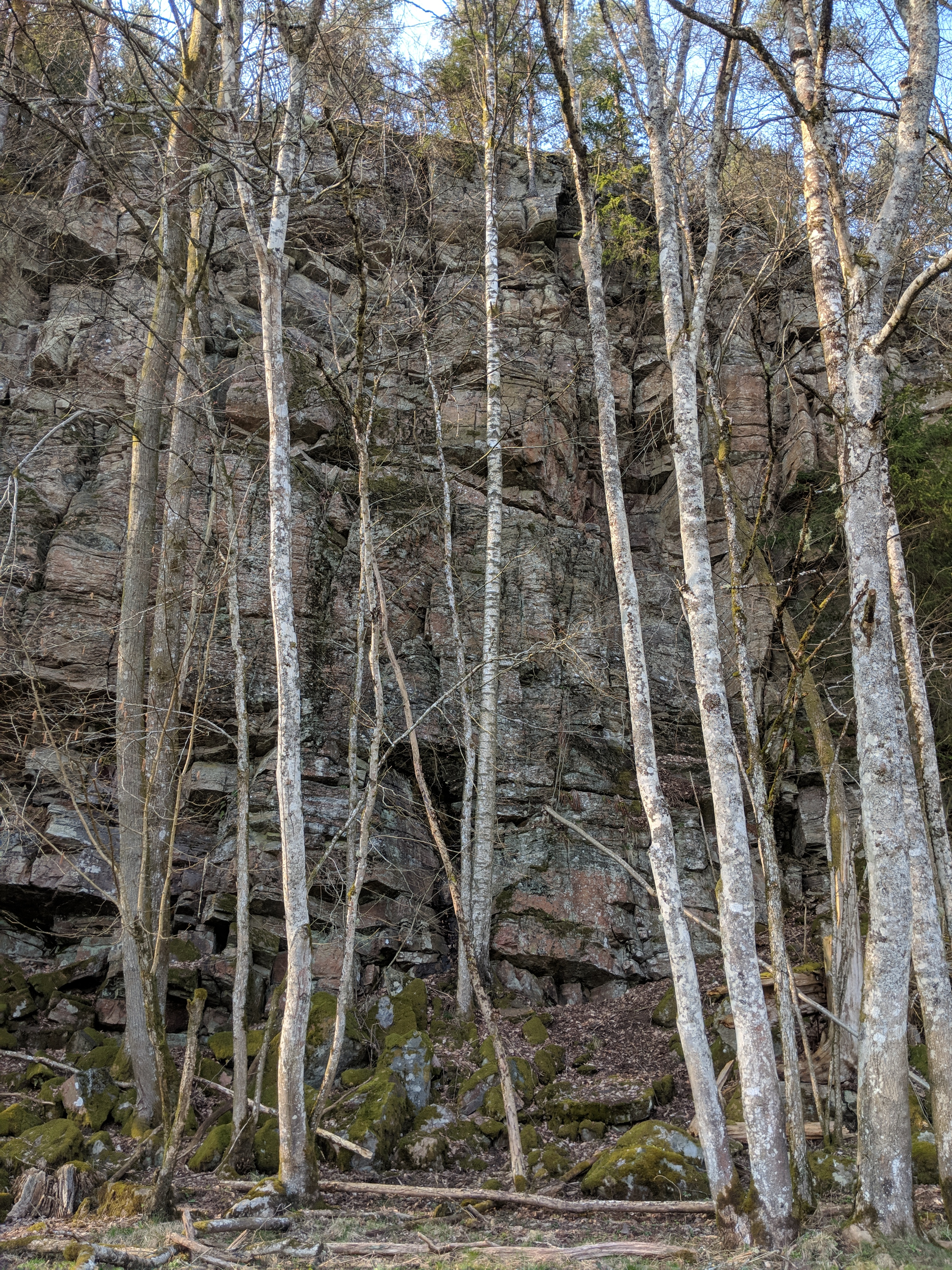
Brant bergvägg i Tranhults naturreservat, 2019.